# Zesius phaeomallus
Zesius phaeomallus är en fjärilsart som beskrevs av Jacob Hübner 1819/21. Zesius phaeomallus ingår i släktet Zesius och familjen juvelvingar. Inga underarter finns listade i Catalogue of Life.